# Andrew Joron
Andrew Joron (...) è un poeta, scrittore sperimentale statunitense.

## Biografia
Facente parte della corrente poetica sperimentale del suo Paese, Joron iniziò scrivendo poesia fantascientifica. Le successiva composizioni, combinando idee scientifiche e filosofiche con le proprietà sonore del linguaggio, furono paragonate al lavoro del futurista russo Velimir Khlebnikov. Nell'autunno 2014, Joron entrò a far parte della facoltà del Dipartimento di Scrittura Creativa della San Francisco State University.
Vinse il Rhysling Award tre volte: per la miglior poesia lunga nel 1980 e 1986, e per quella breve nel 1978; inoltre ottenne due Gertrude Stein Award, nel 1996 e nel 2006.
Le composizioni di Joron vennero incluse in due antologie di W. W. Norton: American Hybrid (2009), edita da Cole Swensen e David St. John, e Postmodern American Poetry (2013), pubblicata da Paul Hoover.
Joron tradusse anche dal tedesco i saggi letterari di Ernst Bloch, distribuiti poi dalla Stanford University Press nel 1998, e The Perpetual Motion Machine del fantasista Paul Scheerbart (Wakefield Press, 2011).
Durante gli anni Novanta, Andrew Joron strinse una forte amicizia con il poeta e romanziere Gustaf Sobin, il quale lo designò come co-esecutore letterario, assieme ad Andrew Zawacki. Lavorarono assieme fino alla morte di Sobin nel 2005
Joron apparteneva anche alla cerchia del poeta surrealista Philip Lamantia a San Francisco dalla fine degli anni Novanta fino alla morte di Lamantia nel 2005. Successivamente Joron è stato co-editore, con Garrett Caples e Nancy Joyce Peters, delle Collected Poems of Philip Lamantia, pubblicato dalla University of California Press (2013).
Dal 2008 suona il theremin in svariati ensemble ambient e free-improv, come i Cloud Shepherd. Allo strumento ha dedicato un saggio, The Theremin in My Life, in cui egli esplora la connessione tra le sue attività musicali e quelle letterarie.

## Vita privata
Joron vive tutt'ggi a San Francisco Bay Area.